# Крут-сюр-Марн
Крут-сюр-Марн (фр. Crouttes-sur-Marne) — коммуна во Франции, находится в регионе Пикардия. Департамент коммуны — Эна. Входит в состав кантона Эссом-сюр-Марн. Округ коммуны — Шато-Тьерри.
Код INSEE коммуны — 02242.

## Население
Население коммуны на 2010 год составляло 645 человек.
| 1962 | 1968 | 1975 | 1982 | 1990 | 1999 | 2010 |
| ---- | ---- | ---- | ---- | ---- | ---- | ---- |
| 551  | 559  | 580  | 565  | 594  | 628  | 645  |

## Экономика
В 2010 году среди 435 человек трудоспособного возраста (15—64 лет) 354 были экономически активными, 81 — неактивными (показатель активности — 81,4 %, в 1999 году было 78,0 %). Из 354 активных жителей работали 321 человек (171 мужчина и 150 женщин), безработных было 33 (20 мужчин и 13 женщин). Среди 81 неактивных 32 человека были учениками или студентами, 23 — пенсионерами, 26 были неактивными по другим причинам.